# Jean Gaborit
Pour les articles homonymes, voir Gaborit.
Jean Gaborit est un homme politique français. Issu du Mouvement des jeunes socialistes, il cofonde Les Jeunes avec Macron en 2015, la première organisation de soutien au futur président de la République. Il intègre son cabinet en 2017 avant de conseiller le ministre de la Justice Éric Dupond-Moretti en 2020 et 2021.

## Biographie

### Origines et études
Jean Gaborit est originaire de Vendée et grandit dans la petite ville des Epesses, qui accueille le site du parc d'attractions Puy du Fou,. Il participe à l'organisation des spectacles — il est cascadeur bénévole — en famille,,. Il est proche du fondateur du parc, l'homme politique vendéen et souverainiste Philippe de Villiers.
Il est diplômé de l'institut universitaire de technologie de Lannion en communication et journalisme en 2014. Il effectue durant ses études un stage de plusieurs mois à la communication de l'État-Major des armées,.

### Débuts en politique
Jean Gaborit est candidat aux élections municipales de 2014 aux Epesses, où il figure en quinzième position sur la liste divers droite d'opposition conduite par Jean-Louis Launay, qui obtient quatre élus. L'année suivante, il fonde une société de conseil à Nantes (Loire-Atlantique).
Il débute en tant que stagiaire au service de presse du Parti socialiste avant d'adhérer au Mouvement des jeunes socialistes. Il y rencontre Sacha Houlié, Pierre Person et Florian Humez. Ensemble, ils cofondent en 2015 Les Jeunes avec Macron. Le collectif est proche de Stéphane Séjourné, conseiller politique du ministre de l'Économie Emmanuel Macron, et est un rouage important de la pré-campagne puis de la campagne de ce dernier à l'élection présidentielle de 2017. Après une visite de Macron au Puy-du-Fou, il met en place une rencontre entre le futur candidat et un petit groupe de soutiens. Lors de la campagne présidentielle, il est recruté pour l'organisation des meetings aux côtés du scénographe Arnaud Jolens,.

### Durant la présidence Macron
Après l'accession d'Emmanuel Macron à la présidence de la République, deux cofondateurs des Jeunes avec Macron, Sacha Houlié et Pierre Person, sont élus députés sous l'étiquette La République en marche et Jean Gaborit et Florian Humez intègrent le cabinet de l'Élysée. Gaborit devient attaché de presse au service communication. Il est nommé en 2018 adjoint au chef de cabinet du président de la République, François-Xavier Lauch. Il succède à Alexandre Benalla, exclu de ses fonctions de chef de cabinet adjoint , à la suite de ses agissements illégaux  commis à l'encontre contre deux manifestants le 1er  mai 2018,. À l'âge de 25 ans, avec la confiance du chef de l'État,, il acquiert le statut de chargé de mission, sur lequel il travaille ponctuellement et suit plusieurs déplacements présidentiels,.
Il  maintient ses contacts avec Philippe de Villiers. Il fait d'abord passer ses notes au cabinet de l'Élysée puis, au cours de la crise liée à la pandémie de Covid-19, il appuie la demande de de Villiers de rouvrir le Puy du Fou, avec succès,.
Lorsque le nouveau gouvernement Jean Castex est institué en juillet 2020, il devient chef de cabinet du ministre de la Justice Éric Dupond-Moretti, novice en politique. Après quatre mois, il quitte la chancellerie en bon termes, en novembre 2020 pour rejoindre le secteur privé, où il reste une nouvelle fois quatre mois,. Il intègre la Compagnie maritime d'affrètement - Compagnie générale maritime, à Marseille, pour laquelle il est chargé de développer le fret aérien au sein de la société.
Il devient ensuite le coordonnateur de la campagne d'Éric Dupond-Moretti aux élections régionales de 2021 dans le département du Pas-de-Calais (où il n'obtient aucun élu), puis retourne dans le privé.